# Wiktor Obuchow
Wiktor Timofiejewicz Obuchow (ros. Виктор Тимофеевич Обухов, ur. 22 marca?/3 kwietnia 1898 w miejscowości Nikolskaja w guberni orenburskiej, zm. 26 listopada 1975 w Moskwie) – radziecki generał pułkownik wojsk pancernych, Bohater Związku Radzieckiego (1944).

## Życiorys
W 1914 skończył szkołę, w styczniu 1918 wstąpił do Czerwonej Gwardii, był szeregowym i dowódcą plutonu, od maja 1918 służył w Armii Czerwonej, od maja 1918 do lutego 1919 jako dowódca plutonu i pomocnik dowódca sotni brał udział w wojnie domowej na Froncie Wschodnim. W maju 1919 ukończył kursy wojskowo-polityczne, został instruktorem wydziału politycznego 1 Armii i pomocnikiem komisarza Południowej Grupy Wojsk Frontu Wschodniego, uczestniczył w walkach z wojskami Dutowa i Kołczaka. W listopadzie 1919 skończył moskiewskie kursy kawalerii, później był pomocnikiem dowódcy szwadronu, w marcu 1920 został komendantem pociągu WCIK "Krasnyj Kaza" na Froncie Południowym, od września 1921 dowodził 15 pułkiem kawalerii, a od marca do października 1922 dowódcą szwadronu. Walczył na Froncie Turkiestańskim, biorąc udział w walkach z basmaczami w Azji Środkowej, w 1924 ukończył Leningradzką Wyższą Szkołę Kawalerii, od września 1924 do stycznia 1925 dowodził 1 pułkiem kawalerii, od stycznia 1925 do grudnia 1926 79 pułkiem kawalerii, a od grudnia 1926 do listopada 1928 uzbeckim pułkiem kawalerii, uczestniczył w walkach z basmaczami we wschodniej Bucharze i Chiwie. W 1929 skończył kursy kawalerii w Nowoczerkasku, 1929-1931 dowodził pułkiem kawalerii w Ukraińskim Okręgu Wojskowym, w 1934 ukończył Akademię Wojskową im. Frunzego, 1935–1937 był komenderowany służbowo do Chin jako doradca okręgu wojskowego. Po powrocie do ZSRR był pomocnikiem i starszym pomocnikiem inspektora kawalerii Armii Czerwonej, od maja do lipca 1939 oficerem wydziału operacyjnego sztabu 1 Grupy Armijnej w Mongolii, potem inspektorem kawalerii grupy frontowej Dalekiego Wschodu, od maja do września 1939 brał udział w bitwie nad Chałchin-Goł. Od 1940 do marca 1941 był naczelnikiem szkoły kawalerii w Mińsku, później dowódcą dywizji pancernej w Zachodnim Okręgu Wojskowym.
Od czerwca 1941 uczestniczył w wojnie z Niemcami jako dowódca 26 Dywizji Pancernej na Froncie Zachodnim, brał udział w walkach obronnych na Białorusi, od września 1941 do lutego 1943 był zastępcą generalnego inspektora kawalerii Armii Czerwonej, a od marca do maja 1943 zastępcą dowódcy 4 Armii Pancernej w Moskiewskim Okręgu Wojskowym. Od maja 1943 dowodził 3 Gwardyjskim Korpusem Zmechanizowanym, walczył na Froncie Stepowym, Woroneskim, 1 Ukraińskim, 3 Białoruskim, 1 i 2 Nadbałtyckim i Leningradzkim, brał udział w bitwie pod Kurskiem, operacji biełgorodzko-charkowskiej, wyzwoleniu Lewobrzeżnej Ukrainy, operacji witebsko-orszańskiej, mińskiej, wileńskiej i szawelskiej i w blokadzie niemieckich wojsk w Kurlandii, był dwukrotnie ranny. Szczególnie wyróżnił się podczas operacji witebsko-orszańskiej, w czerwcu 1944 umiejętnie zorganizował przełamanie obrony przeciwnika w rejonie Witebska i Orszy, później wziął udział w wyzwalaniu Lepela, 28 czerwca 1944 sforsował Berezynę na północny wschód od Borysowa i uchwycił przyczółek. W 1945 uczestniczył w wojnie z Japonią jako dowódca 3 Gwardyjskiego Korpusu Zmechanizowanego Frontu Zabajkalskiego, biorąc udział w operacji mandżurskiej. Po wojnie dowodził dywizją zmechanizowaną i był zastępcą dowódcy armii zmechanizowanej w Nadmorskim Okręgu Wojskowym, a od marca do sierpnia 1947 pomocnikiem dowódcy Wojsk Lądowych ds. wojsk pancernych i zmechanizowanych, później dowódcą dywizji pancernej i od marca 1950 do grudnia 1951 dowódcą 4 Gwardyjskiej Armii Zmechanizowanej w Grupie Wojsk Radzieckich w Niemczech. W 1952 ukończył wyższe kursy akademickie przy Wojskowej Akademii Sztabu Generalnego, 1952−1953 był pomocnikiem dowódcy wojsk Karpackiego Okręgu Wojskowego, od października 1953 do kwietnia 1957 dowódcą 3 Gwardyjskiej Armii Zmechanizowanej, od kwietnia 1957 do kwietnia 1958 dowódcą 18 Gwardyjskiej Armii w Grupie Wojsk Radzieckich w Niemczech, 1958-1965 zastępcą naczelnika Wojsk Pancernych Armii Radzieckiej, w październiku 1965 został zwolniony do rezerwy. Był honorowym obywatelem Wilna, Aktiubińska, Złotonoszy, Smorgoń i Tukums. Pochowano go na Cmentarzu Nowodziewiczym. Jego imieniem nazwano ulicę w Nikolskoje.

## Awanse
- pułkownik (16 grudnia 1935)
- kombrig (4 grudnia 1939)
- generał major (4 czerwca 1940)
- generał porucznik wojsk pancernych (5 listopada 1943)
- generał pułkownik wojsk pancernych (8 sierpnia 1955)

## Odznaczenia
- Złota Gwiazda Bohatera Związku Radzieckiego (4 lipca 1944)
- Order Lenina (trzykrotnie, 25 października 1943, 4 lipca 1944 i 21 lutego 1945)
- Order Czerwonego Sztandaru (czterokrotnie, 29 kwietnia 1943, 3 listopada 1944, 24 czerwca 1948 i 28 października 1967)
- Order Suworowa I klasy (23 sierpnia 1944)
- Order Czerwonego Sztandaru Pracy Uzbeckiej SRR (22 lutego 1928)
- Order Czerwonej Gwiazdy (1 stycznia 1963)
- Medal „Za zasługi bojowe” (17 listopada 1939)

I medale ZSRR oraz odznaczenia zagraniczne.